# ليزا هيل
ليزا هيل (بالإنجليزية: Lisa Ellen Hill)‏ هي أكاديمية وعالمة سياسة أسترالية، ولدت في 30 مارس 1961.